# Gustawów (Stąporków)
Pour les articles homonymes, voir Gustawów.
Gustawów est une localité polonaise de la gmina de Stąporków, située dans le powiat de Końskie en voïvodie de Sainte-Croix.